# Villa Bagatti Valsecchi
La villa Bagatti Valsecchi è una villa settecentesca italiana sita a Varedo, in provincia di Monza e Brianza, vicino al confine con la frazione di Palazzolo Milanese del Comune di Paderno Dugnano, con la quale condivide il lungo viale che si apre alle sue spalle. La villa è disabitata da decenni e in stato di forte degrado. Ciò nonostante Villa Bagatti Valsecchi rappresenta uno degli esempi più significativi di ville settecentesche in Lombardia.

## Storia
Nel 1523, la famiglia Bagatti, esponente della piccola nobiltà milanese si stabilì in campagna per sfuggire alla peste. In questo anno infatti la direzione del monastero S. Maria Maddalena a Milano, decide di cedere i propri terreni di Varedo a "Paximus de Bagatis", membro della famiglia Bagatti, che diventerà Bagatti Valsecchi, dopo l'unione per via matrimoniale della prima famiglia con i Valsecchi, baroni di Belvignate. Già nel XVI secolo nei catasti compare la villa. L'edificio che oggi identifichiamo come Villa Bagatti Valsecchi quindi sorgeva già nel 1721, presentandosi come una piccola dimora non troppo pretenziosa, una cascina settecentesca tipica del panorama lombardo. Nel 1881 Fausto e Giuseppe Bagatti Valsecchi, discendenti della nobile famiglia che nei secoli ha accresciuto il suo patrimonio e guadagnato sempre più importanza nel panorama sociale milanese, decisero di restaurare la villa rendendola una dimora degna della nuova estrazione sociale, lasciandola come la vediamo oggi. Gli architetti hanno deciso di mantenere alcuni elementi strutturali del passato, come le colonne del monastero, rielaborando la costruzione in chiave barocco-barocchetto lombardo. Nel 1884 iniziano i lavori di sistemazione del parco, ideato secondo il modello del giardino inglese, con vari elementi decorativi. Già prima dei lavori di sistemazione il possedimento raggruppava diversi edifici di servizio oltre alla dimora principale.
Oggi Villa Bagatti Valsecchi è di proprietà della Fondazione La Versiera 1718 di cui il Comune di Varedo è socio unico; nel 2018 la villa è stata usata come set della trasmissione Bake Off Italia.; nel 2023 e nel 2024 come sede dell'evento Alcova legato alla fiera del mobile Fuorisalone.

## Descrizione
La costruzione si erge in fondo ad un lungo viale costeggiato di pioppi e tigli. Nello spazio antistante alla villa si sviluppa un'ampia corte d'onore con il porticato. La base dell'edificio è costituita da un blocco lineare e sulla sua sommità spicca la loggia realizzata grazie al recupero delle colonne dall'ormai demolito convento milanese di Sant'Erasmo di epoca quattrocentesca. Della costruzione precedente, la cascina, la villa mantiene il corpo centrale che viene ampliato notevolmente, a cui sono state poi aggiunte i bracci laterali.
Nel giardino della villa, lungo le mura di confine, è inoltre posta una porzione delle mura del lazzaretto di Milano (precisamente la porzione di mura un tempo sita davanti all'odierna via Lecco) ivi trasferita per volere dei proprietari della Villa, durante la sua demolizione alla fine del XIX secolo. È l'unica porzione di mura oggi esistente oltre alla breve porzione antistante la Chiesa Russa Ortodossa di via San Gregorio a Milano e alle otto campate trasportate dai Melzi d'Eril nell'omonima villa a Bellagio. L'ingresso alla villa si ha attraverso il cancello di pregiato ferro battuto che si trova tra le due scuderie, una di fronte all'altra. La villa ha una forte vocazione monumentale e scenografica. Un secondo ingresso si ha dal viale alberato che si snoda per oltre un chilometro dall'edificio in direzione Palazzolo. Progettato dall'ingegnere Domenico Laveni, il viale è incornicato da oltre duecento pioppi cipressini disposti a filare sui due lati. Gli interni della Villa, seppur mancano di manutenzione da tempo, mostrano soffitti a passaotto di legni pregiati dipinti con motivi floreali, murature affrescate, volte. Nelle sale di rappresentanza sono ancora visibili i dipinti murali a fresco, mentre i pavimenti sono a parquet e lo scalone d'ingresso è composto da pregiati ferri battuti.

### Il parco
Il vasto parco si divide in due zone con due stili diversi: un giardino all'italiana nella parte retrostante, lungo l'imponente viale prospettico, ed i giardini all'inglese sulle zone laterali della villa. I gruppi scultorei sono in pieno stile settecentesco e al centro dell'aiuola principale vi è la statua di Giulio Cesare, che potrebbe essere originale di epoca romana. All'interno dell'ampio giardino vi sono numerose statue, una fontana, un galoppatoio, una collinessa artificiale e diversi orti. All'interno della tenuta si districavano diversi sentieri e numerosi piazzali, oltre a quello di ingresso, che all'epoca erano ricoperti di ghiaietta. Nell'angolo ovest del giardino vi è una conserva per il ghiaccio, in dialetto milanese “giazzere”, una delle meglio conservate catalogate nella zona. Elemento particolarmente rilevante per architettura e scelta dei materiali è la fontana del parco: di forma ellittica, il bordo è in pietra di molera, mentre la pavimentazione della vasca presenta un mosaico in bianco e nero, rispettivamente marmo bianco di Carrara e calcare nero.

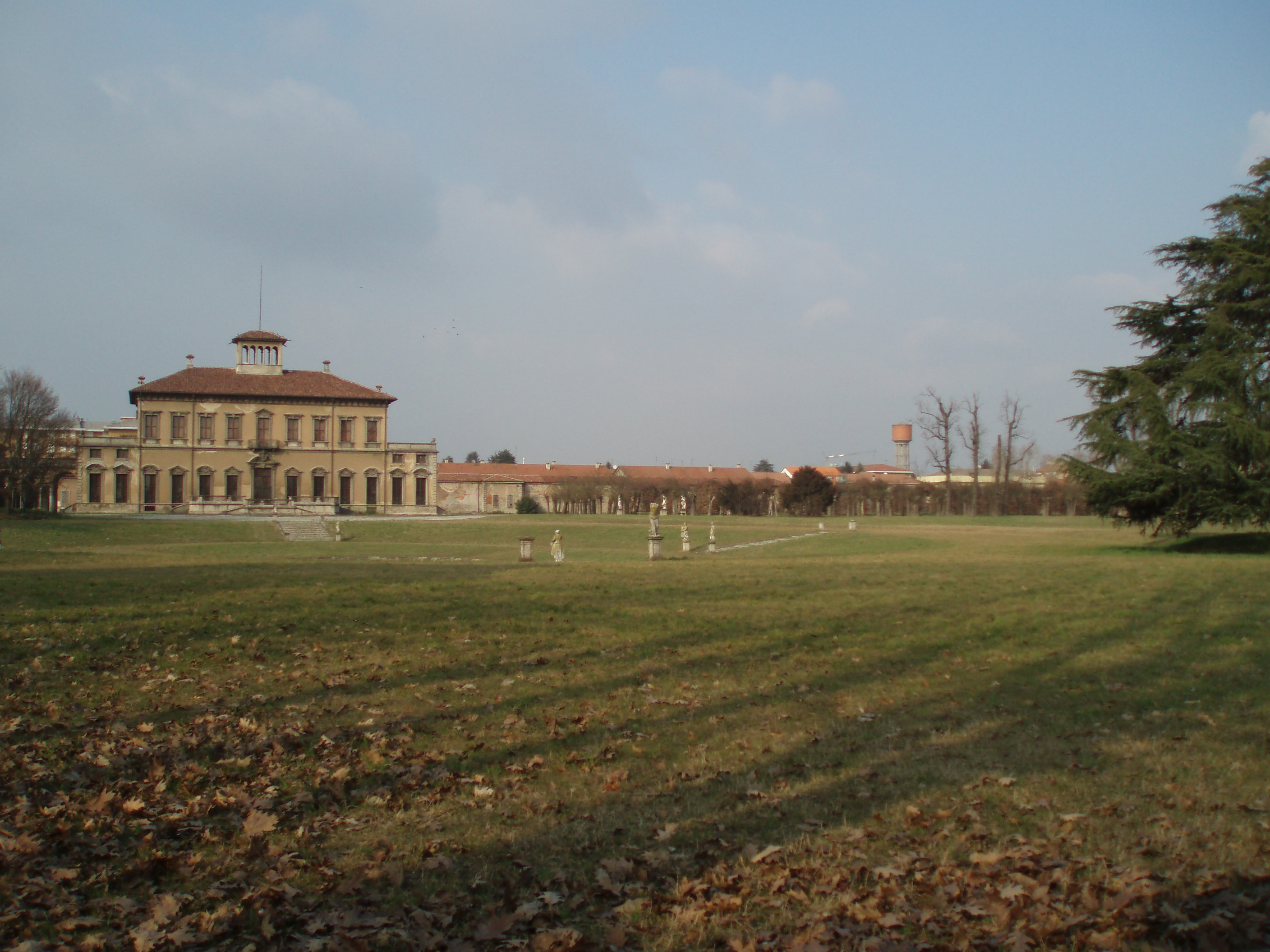
I giardini della villa
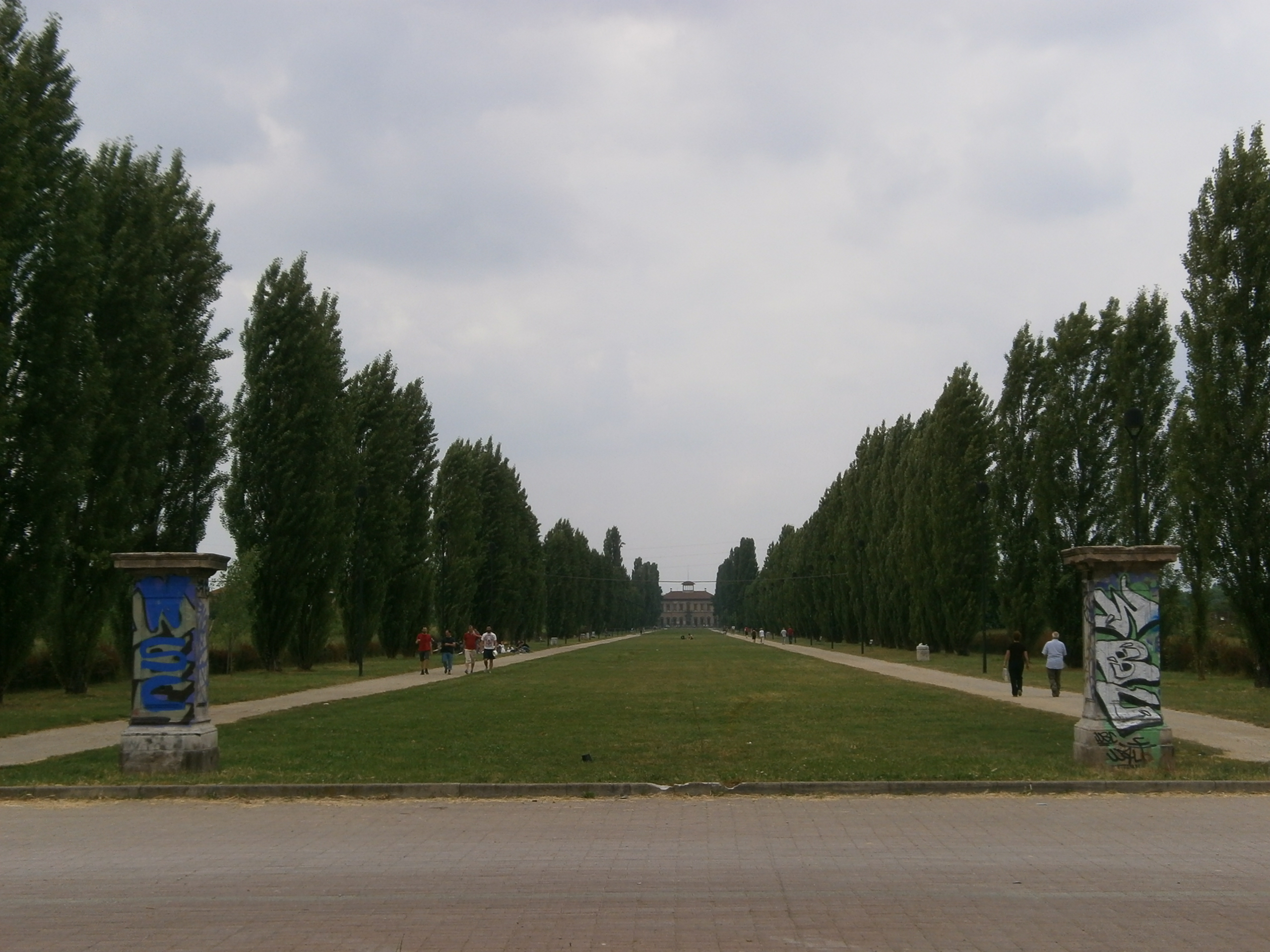
Viale Bagatti-Valsecchi, XIX secolo, tra Palazzolo Milanese e Varedo
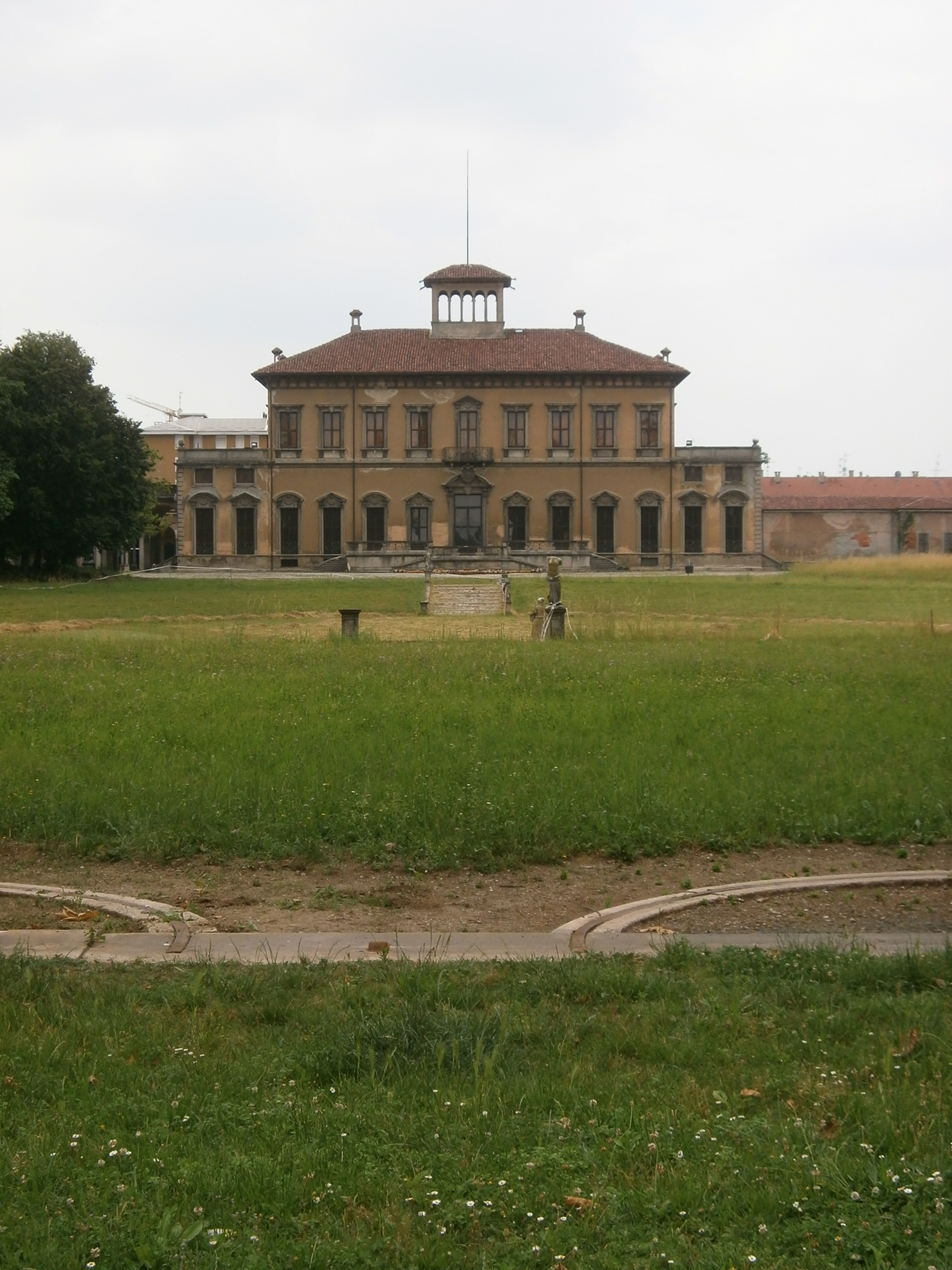
Facciata posteriore della villa vista dai giardini
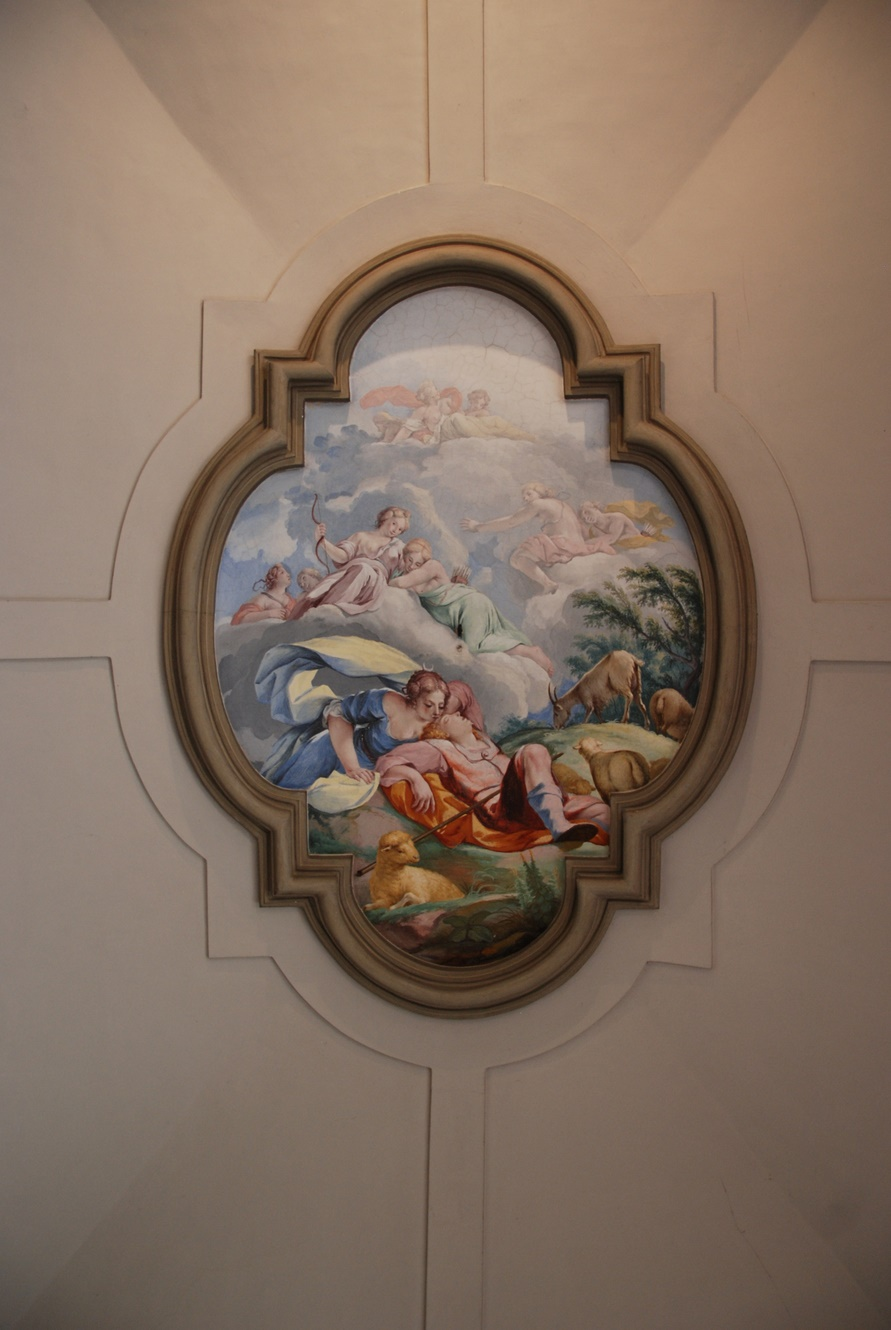
Affresco di Martino Cignaroli in Villa Bagatti Valsecchi
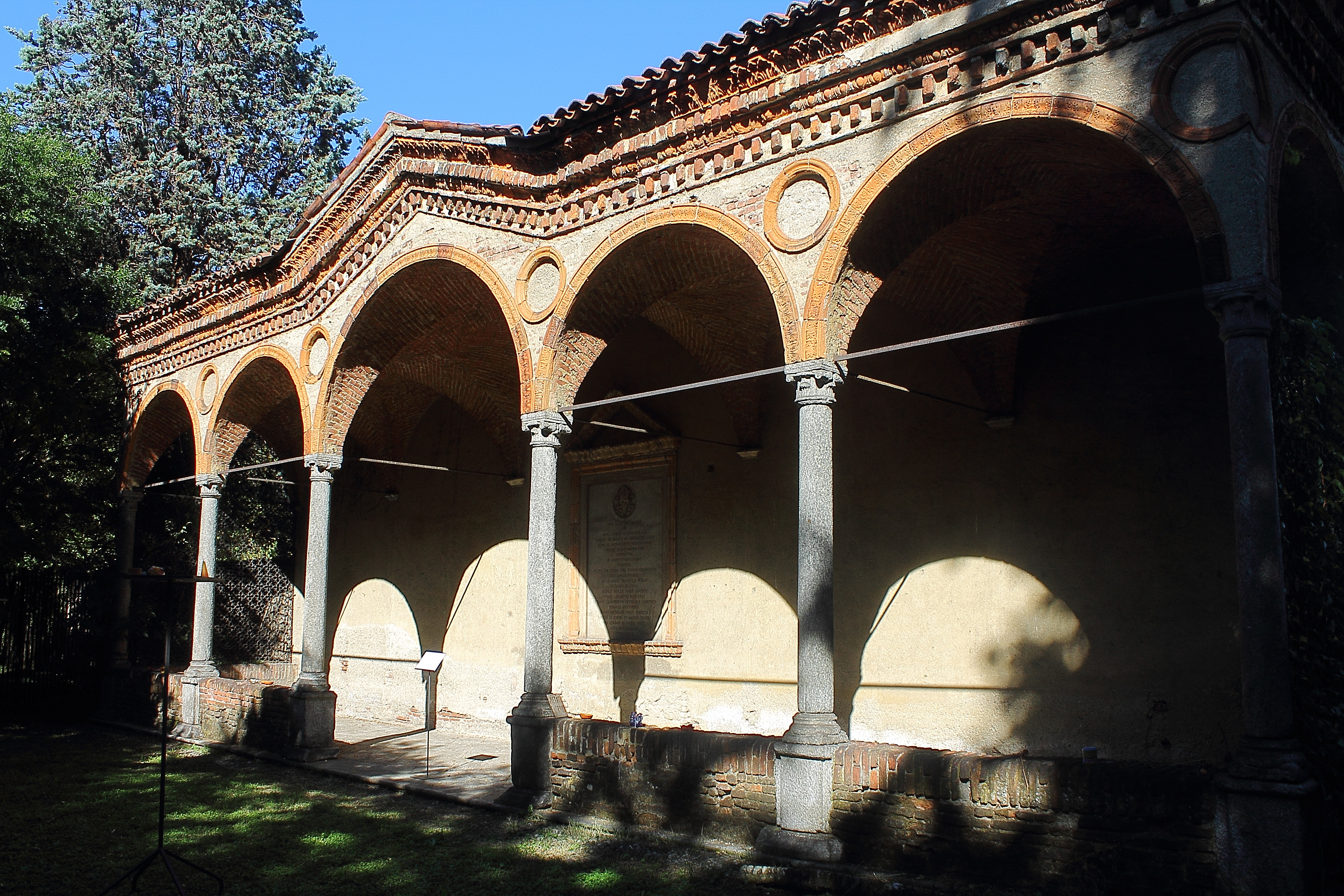
Resti del Lazzaretto di Milano a Villa Bagatti Valsecchi di Varedo